# Juan Díaz (Coclé)
Juan Díaz ist ein Corregimiento des Bezirks Antón in der Provinz Coclé in Panama. Bei der Volkszählung im Jahr 2023 hatte es 3516 Einwohner. Das Corregimiento erstreckt sich über eine Fläche von 81,6 km².

## Bevölkerung
Die folgende Tabelle zeigt die Bevölkerung des Corregimientos Juan Díaz, wie es in den Volkszählungen 2000, 2010 und 2023 erfasst wurde.
| Jahr         | 2000 | 2010 | 2023 |
| ------------ | ---- | ---- | ---- |
| Einwohner    | 2037 | 2634 | 3516 |
| davon Männer | 1088 | 1360 | 1797 |
| davon Frauen | 949  | 1274 | 1719 |

## Orte
Im Corregimiento Juan Díaz befinden sich folgende Orte:
- El Bajito
- El Corotú
- El Jagüito
- El Jobo
- Finca El Guineo
- Juan Díaz
- La Colorada
- La Iguana
- La Tortuguilla
- Residencial Vista del Río